# Huehuetecpan
Huehuetecpan är en ort i Mexiko.   Den ligger i kommunen Chapulco och delstaten Puebla, i den sydöstra delen av landet, 220 km öster om huvudstaden Mexico City. Huehuetecpan ligger 1 312 meter över havet och antalet invånare är 507.
Terrängen runt Huehuetecpan är huvudsakligen kuperad, men västerut är den bergig. Runt Huehuetecpan är det ganska glesbefolkat, med 38 invånare per kvadratkilometer. Närmaste större samhälle är Coatepec, 15,4 km norr om Huehuetecpan. I omgivningarna runt Huehuetecpan växer i huvudsak städsegrön lövskog.